# Picauville
Picauville [pikovil] ist eine französische Gemeinde mit 3.222 Einwohnern (Stand 1. Januar 2022) im Département Manche in der Region Normandie. Sie gehört zum Arrondissement Cherbourg und zum Kanton Carentan-les-Marais.
Mit Wirkung vom 1. Januar 2016 wurden die ehemaligen Gemeinden Picauville, Amfreville, Cretteville, Gourbesville, Houtteville und Vindefontaine fusioniert und zu einer Commune nouvelle unter dem gleichen Namen umgestaltet. Am 1. Januar 2017 trat noch die früher eigenständige Gemeinde Les Moitiers-en-Bauptois hinzu. Alle ehemaligen Gemeinden haben in der neuen Gemeinde den Status einer Commune déléguée.

## Geografie
Picauville liegt auf der Halbinsel Cotentin. Die Umgebung von Picauville wird landwirtschaftlich genutzt. Umgeben wird Picauville von den Nachbargemeinden Le Ham und Fresville im Norden, Neuville-au-Plain im Nordosten, Sainte-Mère-Église im Osten, Beuzeville-la-Bastille im Südosten, Montsenelle im Süden, Varenguebec im Südwesten, La Bonneville im Westen sowie Orglandes im Nordwesten.

## Gliederung
| Ortsteil                     | ehemaliger INSEE-Code | Fläche (km²) | Einwohnerzahl zum 1. Januar 2019 |
| ---------------------------- | --------------------- | ------------ | -------------------------------- |
| Picauville (Verwaltungssitz) | 50400                 | 19,10        | 1907                             |
| Amfreville                   | 50005                 | 10,10        | 0287                             |
| Cretteville                  | 50153                 | 06,83        | 0204                             |
| Gourbesville                 | 50212                 | 08,18        | 0166                             |
| Houtteville                  | 50250                 | 04,51        | 070                              |
| Les Moitiers-en-Bauptois     | 50333                 | 08,04        | 0318                             |
| Vindefontaine                | 50642                 | 08,13        | 0311                             |

## Toponymie
Picauville leitet sich aus der französischen Endung -ville und aus dem Namen Picaud ab. Höchstwahrscheinlich ist der Name Picaud germanischen Ursprungs (der germanische Name wäre Picheldis).

## Sehenswürdigkeiten
Kapelle Bon sauveur im Ort Pont-l’Abbé, das zwischen Étienville und Picauville geteilt ist.